# Искьердо, Гензель
Гензель Искьердо (англ. Hansel Izquierdo, род. 2 января 1977 года в Гаване) — профессиональный бейсболист MLB, питчер, скаут. Он играл в течение одного сезона в высшей лиге за Флориду Марлинс, ныне Майами Марлинс. Был выбран Флоридой Марлинс на драфте 1995 года в седьмом раунде. Искьердо играл его первый профессиональный сезон в низшей лиге за «GCL Марлинс» в 1995, и разделил свой последний сезон между клубами Питтсбург Пайрэтс' класса АА (Алтуна Керв) и класса ААА (Индианаполис Индианс) в 2005.
Гензель женился на девушке по имени Анна и имеет 4 детей, одного от предыдущего брака. Он закончил Юго-Западную высшую школу Майами. В настоящее время проживает в Майами с женой и тремя детьми.